# Chiambretti ore 10
Chiambretti ore 10 è un programma radiofonico trasmesso da Radio 2 e condotto da Piero Chiambretti.

## Descrizione
La trasmissione è iniziata il 10 settembre 2012, ed è andata in onda nella stagione 2012-2013 dal lunedì al venerdì dalle 10.00 fino al Radio 2 Super Max delle 11.00.
Nella stagione successiva, dal 21 settembre 2013 ha ripreso in versione weekend, il sabato e la domenica alle 10 del mattino e in replica alle 22 con il titolo di Chiambretti ore 10 ... della sera.
È un programma di intrattenimento con l'intervento di personaggi noti, sia al telefono che direttamente in studio, e di comici. Il conduttore Piero Chiambretti si diverte a confondere voci di personaggi reali con imitazioni, realizzando anche scherzi telefonici. Ricordiamo gli scherzi a Luciano Moggi con un finto Massimo Moratti, ad Alessandro Cecchi Paone con un finto Antonio Cassano, a Renata Polverini con un finto Franco Califano, a Enrico Preziosi con un finto Gigi Delneri e a Roberto Mancini con un finto Zdeněk Zeman.
Alla trasmissione partecipano (il vero) Gianni Boncompagni e gli imitatori Gianfranco Butinar e Tony Caporale.
Gianfranco Butinar imita per lo più i personaggi sportivi, Tony Caporale ha affiancato Butinar da ottobre 2013 e imita personaggi del mondo della politica, della musica e della cultura.
Il programma è realizzato nella Sala C del Centro di Produzione Rai di Torino, con frequenti collegamenti dalla sede Rai di via Asiago 10 in Roma.
Lo slogan del programma è "Solo per numeri 10" riprendendo quello della trasmissione televisiva Chiambretti Night.

## Imitazioni di Gianfranco Butinar
Sportivi:
- Massimo Moratti
- Antonio Cassano
- Luciano Moggi
- Roberto Mancini
- Mario Balotelli
- Fabio Capello
- Rino Tommasi
- Bruno Pizzul
- Zlatan Ibrahimović
- Siniša Mihajlović
- Luigi Delneri
- Zdeněk Zeman
- Claudio Ranieri
- Vladimir Petković
- Sven-Göran Eriksson
- Francesco Totti
- Tonino Raffa
- Dino Zoff

Altri:
- Maria De Filippi
- Maurizio Costanzo
- Franco Califano
- Francesco De Gregori
- Al Bano Carrisi
- Federico Zampaglione
- Renato Zero

## Imitazioni di Tony Caporale
- Tinto Brass
- Aldo Busi
- Vittorio Sgarbi
- Giorgio Faletti
- Andrea Camilleri
- Adriano Celentano
- Roberto Da Crema
- Sandro Bondi